# TVG Free For All
TVG Free For All är en årlig travserie för treåriga och äldre hästar där finalen körs i november varje år på Meadowlands Racetrack. Förstapris i loppet är cirka 150 000 amerikanska dollar. Loppet är en final av loppserien som går under namnet TVG (Television Games Network), det är flera stora lopp som ingår i serien, bland annat John Cashman Memorial, Breeders Crown Open Trot och Arthur J. Cutler Memorial, där de hästar som har samlat mest poäng får starta i finalen. Det finns även en sto-klass med namnet TVG Free For All Mare.

## Vinnare
| År   | Häst             | Land | Tid    | Efter        | Kusk           | Tränare       | Tvåa           | Trea               |
| ---- | ---------------- | ---- | ------ | ------------ | -------------- | ------------- | -------------- | ------------------ |
| 2022 | Ecurie D.        | USA  | 1:50.2 | Infinitif    | Dexter Dunn    | Åke Svanstedt | It's Academic  | Jujubee            |
| 2021 | Forbidden Trade  | USA  | 1:52.0 | Kadabra      | Daniel Dube    | Luc Blais     | Chin Chin Hall | Back Of The Neck   |
| 2020 | Manchego         | USA  | 1:51.3 | Muscle Hill  | Dexter Dunn    | Nancy Takter  | Atlanta        | Lindy The Great    |
| 2019 | Six Pack         | USA  | 1:50.0 | Muscle Mass  | Åke Svanstedt  | Åke Svanstedt | Manchego       | Guardian Angel Ås  |
| 2018 | Tactical Landing | USA  | 1:51.4 | Muscle Hill  | Brian Sears    | Jimmy Takter  | Six Pack       | Will Take Charge   |
| 2017 | What The Hill    | USA  | 1:51.4 | Muscle Hill  | David Miller   | Ron Burke     | Dayson         | Pinkman            |
| 2016 | Obrigado         | USA  | 1:52.4 | Boy Band     | Mark MacDonald | Paul Kelley   | Crazy Wow      | Lookslikeachpndale |
| 2015 | Resolve          | USA  | 1:51.4 | Muscle Hill  | Åke Svanstedt  | Åke Svanstedt | Obrigado       | Flanagan Memory    |
| 2014 | Intimidate       | USA  | 1:51.2 | Justice Hall | Scott Zeron    | Luc Blais     | Market Share   | Creatine           |
| 2014 | Market Share     | USA  | 1:51.0 | Revenue      | Tim Tetrick    | Linda Toscano | Uncle Peter    | Guccio             |